# Жагаре
Жагаре (литов. Žagarė;  вимоваⓘ вимоваⓘ, див. також інші назви ) — місто, яке розташоване в районі Йонішкіс на півночі Литви, недалеко від кордону з Латвією. Населення становить близько 2000 чоловік. Жагаре славиться Жагарвишне - видом вишні, що походить із Жагаре.

## Етимологія
Назва Жагаре, ймовірно, походить від литовського слова žagaras, що означає «гілочка». Інші візуалізації імені включають: латис. Žagare , пол. Żagory , їд. זאַגער.

## Історія
Заснування Жагаре датується 12 століттям. Врегулювання Балтійського племені земгали Sagera згадується вперше в березні 1254 р. в документах розбиття Земгале. У 13 столітті це була напівгальська фортеця Рактуве (або Ракта, вперше згадана в документах 1272-1289 рр.). Це був важливий центр семігальських воїнів, які воювали проти лівонських братів меча та Лівонського ордену. Культ Барбори Жагарієт, раби Божої, виник у місті в середині 1600-х років.
У ньому давно існувало єврейське населення, яке сприяло його культурі. Там народився Ісроель Салантер (1810–1883), батько мусарського руху XIX століття в православному юдаїзмі. Там також народився Ісаак Кікойн (1908–1984), відомий радянський фізик.
22 серпня 1941 р. За наказом Шяуляйського гебієскомісара Ганса Гевеке всі напівєвреї та євреї округу повинні були бути перевезені в гетто Жагаре, євреям було дозволено лише брати одяг і не більше 200 рейхсмарок. Багатьох євреїв розстрілювали на місці, замість того, щоб відправляти до гетто.  Під час різанини, здійсненої Айнзацгруппою А 2 жовтня 1941 року, в день Йом Кіпура того року, усіх євреїв жорстоко вбили на ринку та поховали в парку Наришкіна.
На сьогодні Жагаре - адміністративний центр регіонального парку Жагаре, відомий своєю цінною міською та природною спадщиною.

## Визначні жителі
- Юозас Жлабис-Женге, литовський поет
- Вакловас Даунорас, видатний соліст литовської опери.
- Луїс Букман
- Сідні Хілман
- Ісаак Кікойн
- Феб Левен
- Пол Мандельштам
- Ізроель Салантер
- Калонімус Вовк Віссоцький. Засновник чаю Wissotzky
- Барбора Жагарієте

## Міста-побратими - міста-побратими
Жагаре є членом Хартії Європейських Сільських Спільнот, асоціації побратимів міст по всьому Європейському Союзу, а також: 
- Б'єнвеніда, Іспанія
- Bièvre, Бельгія
- Бучине, Італія
- Кашел, Ірландія
- Сіссе, Франція
- Десборо, Англія, Велика Британія
- Еш, Нідерланди
- Гепштедт, Germany
- Ібенешть, Румунія
- Кандава, Латвія
- Каннус, Фінляндія
- Колиндрос, Греція
- Ласзе, Австрія
- Медзев, Словаччина
- Моравче, Словенія
- Нествед, Данія
- Надьченк, Угорщина
- Нудур, Мальта
- Окельбу, Швеція
- Пано Лефкара, Кіпр
- Пилва, Естонія
- Самуель, Португалія
- Сливо-Поле, Болгарія
- Старий Поддворов, Чехія
- Гміна Стрижів, Польща
- Тисно, Хорватія
- Труав'єрж, Люксембург